# Pavel Iagoujinski
Le comte Pavel Ivanovitch Iagoujinski (en russe : Па́вел Ива́нович Ягу́жинский), né en 1683 en Pologne, mort le 6 avril 1736 à Saint-Pétersbourg, est un homme politique russe.
Pavel Iagoujinski fut procureur général du 12 janvier 1722 au 6 avril 1736. Pierre le Grand confia au comte le premier poste de procureur général de l'histoire de la Russie.